# Aglaia eximia
Aglaia eximia är en tvåhjärtbladig växtart som beskrevs av Friedrich Anton Wilhelm Miquel. Aglaia eximia ingår i släktet Aglaia och familjen Meliaceae. Inga underarter finns listade i Catalogue of Life.